# 魚住超
魚住 超（うおずみ たかし、1948年 - ）は、日本の工学者。工学博士（北海道大学）。現在、室蘭工業大学工学部情報工学科教授。北海道出身。
室蘭工業大学工学部電子工学科卒業。1980年北海道大学大学院情報工学研究科博士課程修了。
カナダ・サスカチワン大学研究員、国立特殊教育研究所研究員、1988年室蘭工業大学工学部助教授。2007年同工学部准教授。2008年同工学部教授。

## 研究領域
専門は制御工学・知識工学。特に、心身障害児の教育機器の開発、特殊信号音の機械認識を研究。イルカ・クジラの音声解析に取り組む。

## 主著
- 小野功一と共著『心臓と血管の調節 : 制御工学序説』（学術図書出版社、1993年）
- 長島知正・久保洋・金木則明と共編『感性と情報 : 新しいモノづくりのために』（森北出版、2007年)

## 駐
1. ↑  『北海道人物・人材情報リスト　2004　かーと』（日外アソシエーツ、2004年）p289